# GKD1A型柴油机车
GKD1A型柴油机车（GKD1A）是中国北车集团大连机车车辆有限公司专为铁路站段、工矿企业、海港油田等用户研制的一种小型调车柴油机车车型。其中"GK"代表其为工矿系列机车，"D"代表其传动方式为电传动，以区分传统的液力传动的"GK"系列机车，"1A"为其型号。

## 技术特点

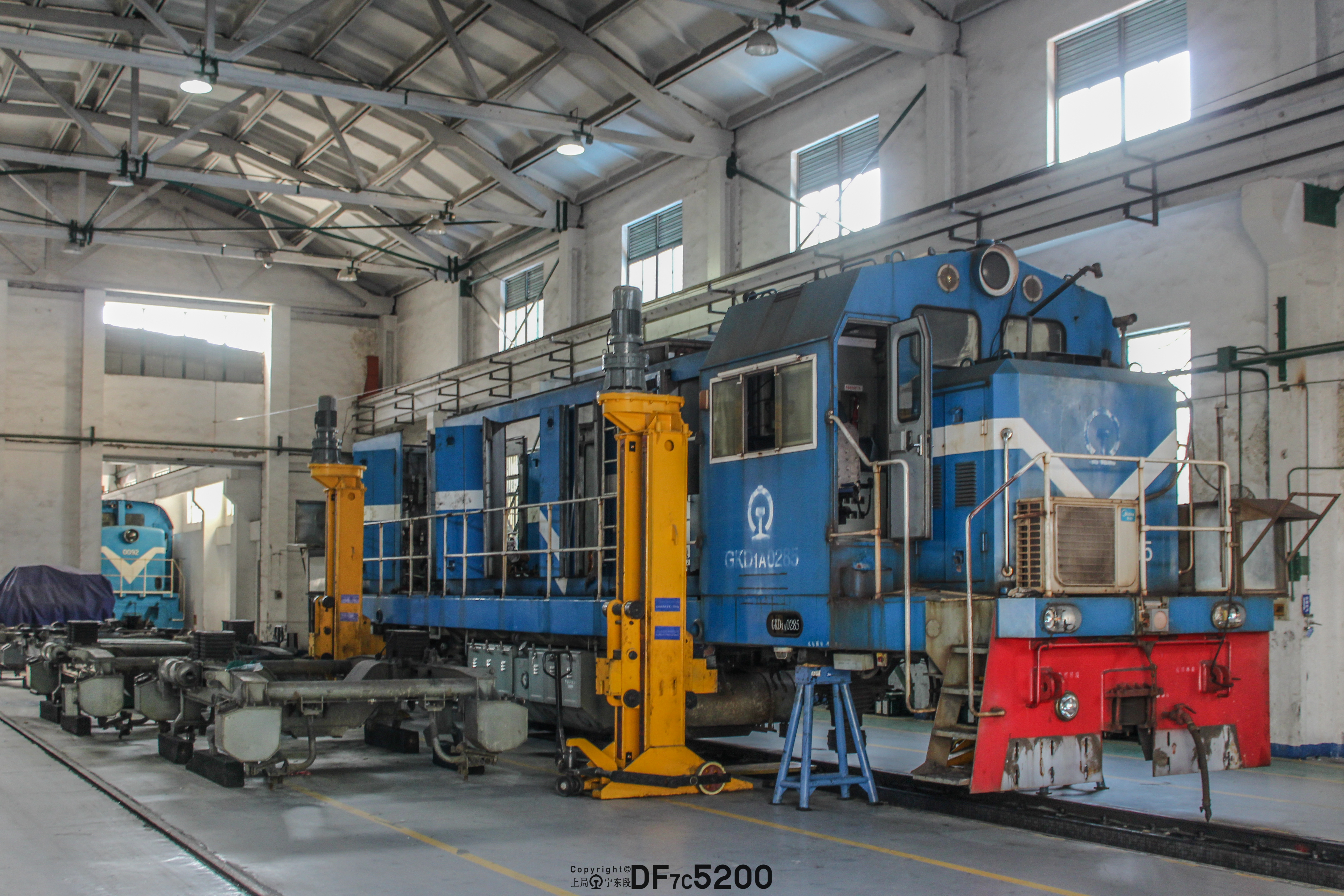
上海梅山钢铁购买的GKD1A型内燃机车

GKD1A型电传动内燃机车是东风4D型内燃机车的系列产品，以GKD1型机车为基础重新设计而成的。
GKD1A型机车按铁道部对新造机车的规范化要求，对机车油、水、空气管路和电气线路及司机室进行了规范化设计；采用模块化设计手段，提升了制造工艺水平，提高了机车零部件的通用互换性；按照商品化要求，改进了机车外观，充分体现了以人为本的设计理念，方便了用户维修保养工作，并为乘务人员提供了舒适的工作环境。这一设计大大降低了运用、维修保养的成本。使经济性大大的提高。动力装置采用6240ZJD型中速柴油机，耐久可靠，经济性好；机车采用交-直流电传动，传动效率高，起动加速性能好，操纵灵活方便；机车采用两轴转向架，可通过70米的小曲线半径，更适合于曲线多、半径小的作业环境使用。机车标称功率为820 kW，柴油机最大运用功率为1 100 kW。

## 参看
- 东风4D型柴油机车
- GKD1型柴油机车